# Ardak Amirkoulov
Ardak Amirkoulov (en cyrillique Ардак Джамансариевич Амиркулов), est un cinéaste kazakh, né le 10 décembre 1955 dans le District de Talas, alors en Union soviétique.
Il fait partie des réalisateurs de la Nouvelle Vague du cinéma kazakh.

## Filmographie
- 1991 : La Chute d’Otrar (Гибель Отрара, Gibel Otrara)
- 1995 : Abai (Абай)
- 1997 : 1997 - Rustem's recordings with pictures (1997 - Записи Рустема с картинками, 1997. Zapisi Rustema s kartinkami)
- 2008 : Goodbye, Gulsary! (Qosh bol, Gülsary!)